# Ponte delle Catene
Il Ponte delle Catene (in ungherese Széchenyi Lánchíd) si trova a Budapest e attraversa il Danubio.
Costruito in pieno Impero austro-ungarico nella prima metà del XIX secolo, è uno dei simboli più riconoscibili della città.

## Descrizione
Per collegare le due parti della città, fu scelta la soluzione di un ponte sospeso la cui campata centrale, compresa tra due piloni, era all'epoca tra le maggiori al mondo (202 m di lunghezza). Il ponte è decorato all'entrata da statue di leoni, sculture che, a dispetto della tradizione, rappresentano il re degli animali senza lingua. Il traffico scorre sotto i due archi dei piloni di impianto neoclassico, mentre i marciapiedi, presso i due piloni, passano dalla parte esterna degli archi appoggiandosi su mensole. 
Si trasforma in zona pedonale nei giorni festivi.

## Storia
Quando venne inaugurato, unì Buda e Pest che allora (e fino al 1873) costituivano due distinte città sulle opposte sponde del Danubio. In precedenza, Buda e Pest venivano collegate da un ponte su chiatte che, alla fine della bella stagione, andava smontato per essere poi ricostruito tutti gli anni, sicché le due città non erano direttamente collegate durante l'inverno.
Il Ponte delle Catene venne costruito per iniziativa del conte ungherese István Széchenyi, di cui porta anche il nome,
e fu inaugurato nel 1849.
Durante la seconda guerra mondiale (1945) venne fatto saltare dai tedeschi allo scopo di bloccare l'avanzata delle truppe sovietiche;
fu poi ricostruito dalle autorità locali in concomitanza con il centenario dell'inaugurazione (1949).
Nelle immediate vicinanze del pilastro del ponte a ridosso del castello di Buda, nel 1975 fu eretto come un monumento la pietra del chilometro zero. Questa scultura segna il punto d'origine da cui vengono calcolate le distanze stradali di ogni luogo del Paese rispetto alla capitale ungherese.

## Galleria d'immagini

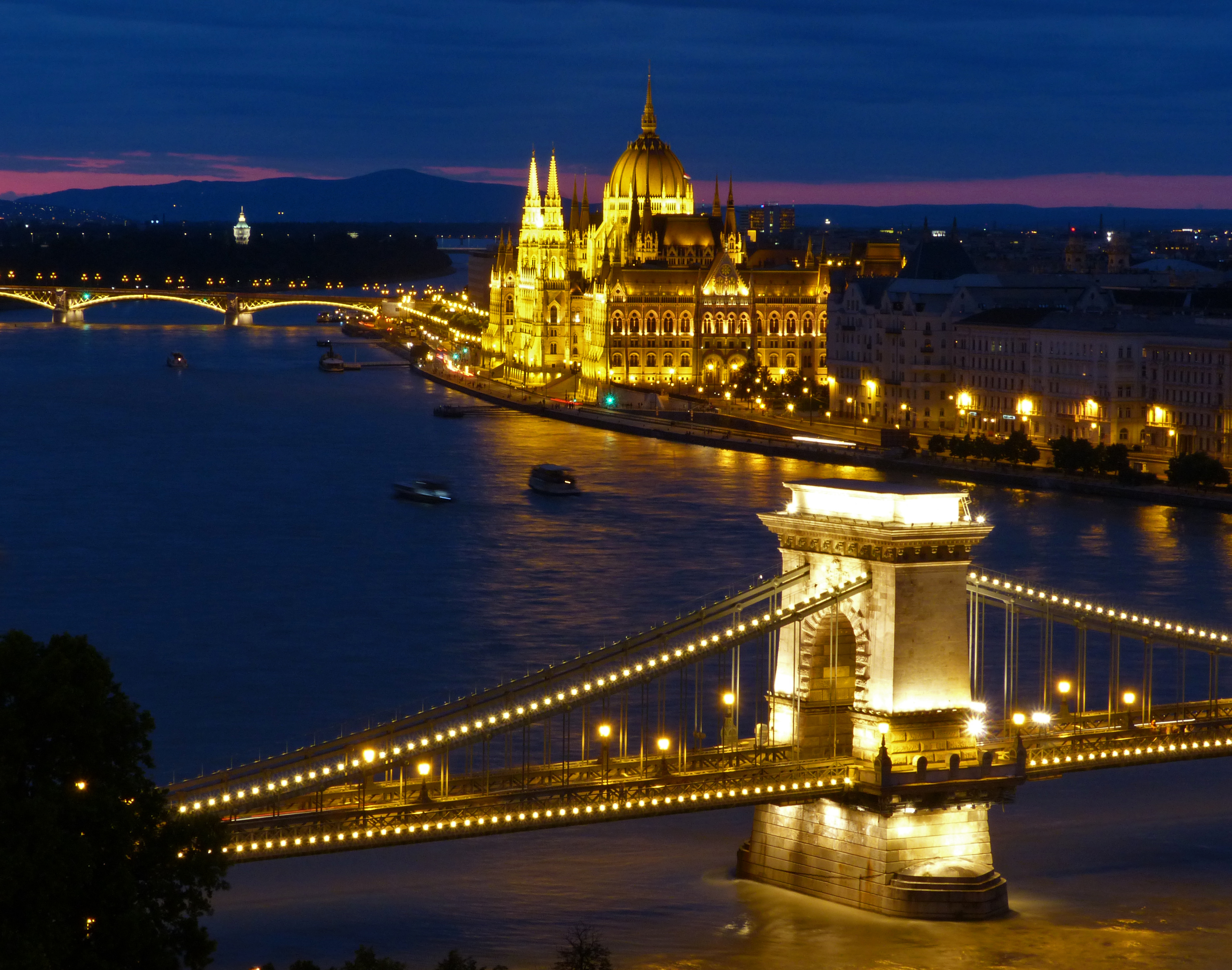
Il ponte e il parlamento ungherese
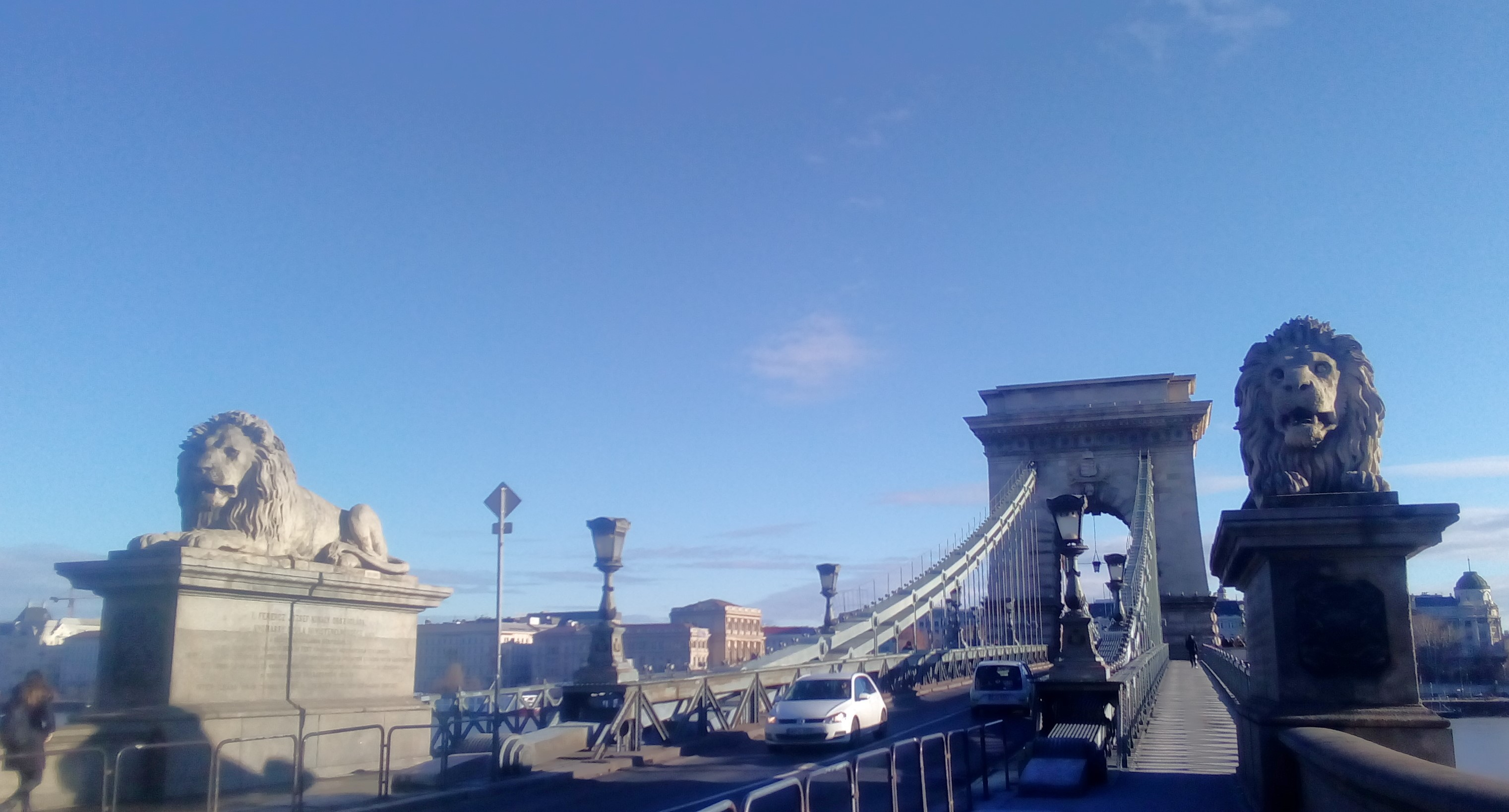
I due leoni all'entrata del ponte
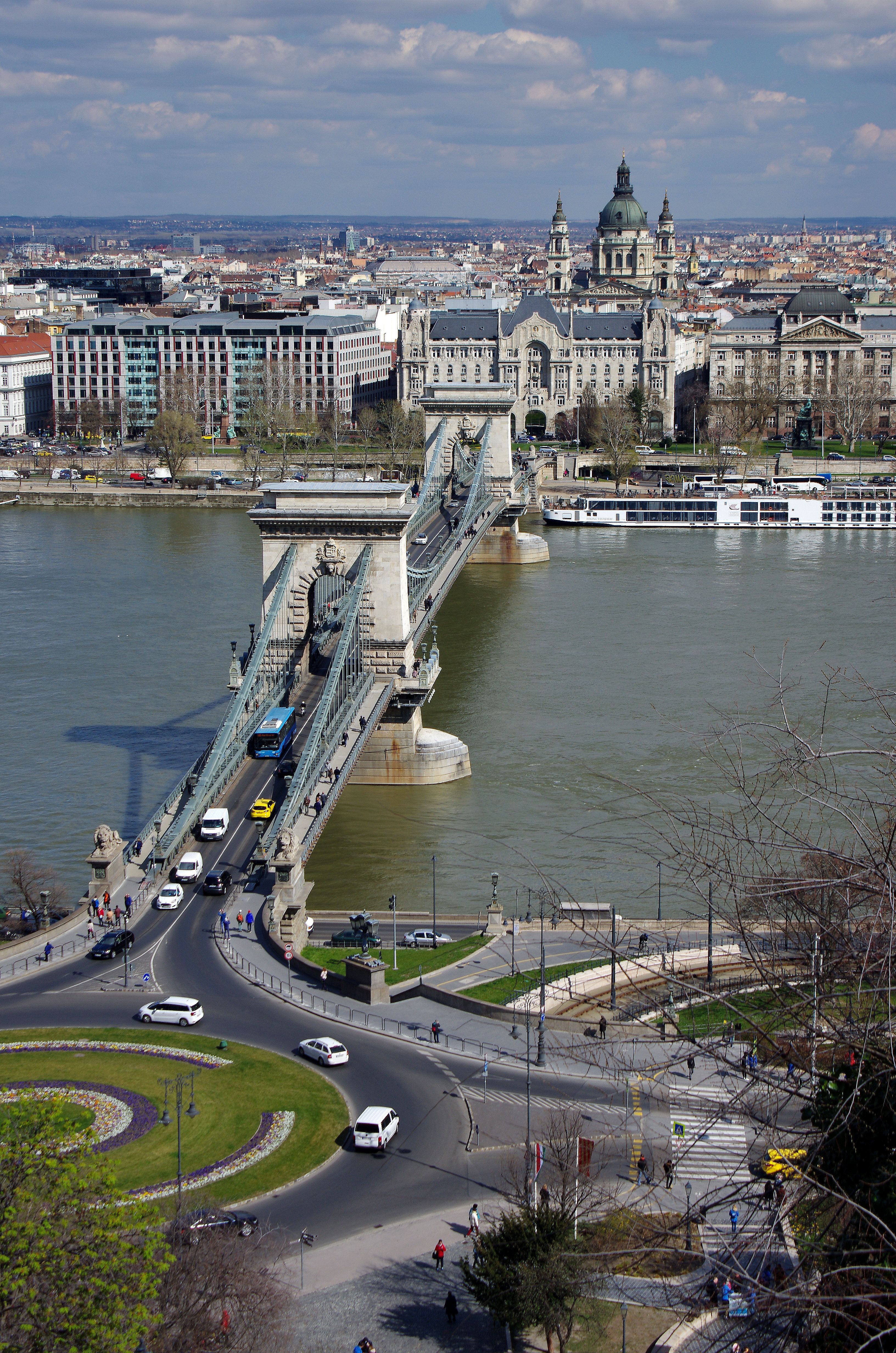
Il ponte, Palazzo Gresham, Basilica di Santo Stefano
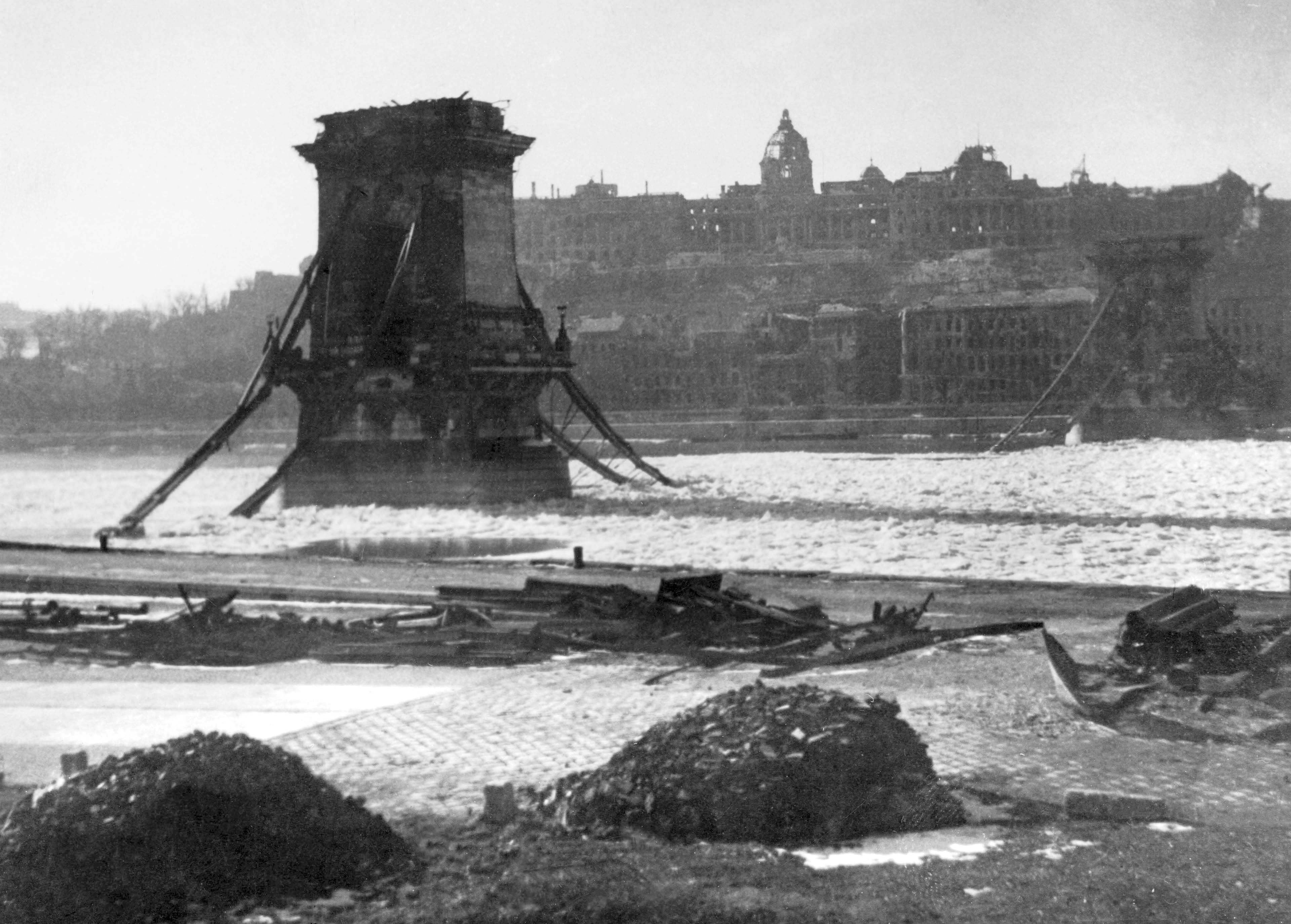
Il ponte distrutto alla fine della guerra